# Incasoctenus perplexus
Incasoctenus perplexus là một loài nhện trong họ Ctenidae.
Loài này thuộc chi Incasoctenus. Incasoctenus perplexus được Cândido Firmino de Mello-Leitão miêu tả năm 1942.